# Plovan
Plovan (en bretó Plovan) és un municipi francès, situat a la regió de Bretanya, al departament de Finisterre. L'any 2006 tenia 667 habitants.

## Demografia
| 1962                                       | 1968 | 1975 | 1982 | 1990 | 1999 |  |
| ------------------------------------------ | ---- | ---- | ---- | ---- | ---- |  |
| 1.020                                      | 893  | 783  | 720  | 648  | 607  |  |
| Des de 1962: població sense dobles comptes |      |      |      |      |      |  |

## Administració
| Període | Identitat    | Partit |
| ------- | ------------ | ------ |
| 2001-   | Michel Burel |        |

## Galeria d'imatges

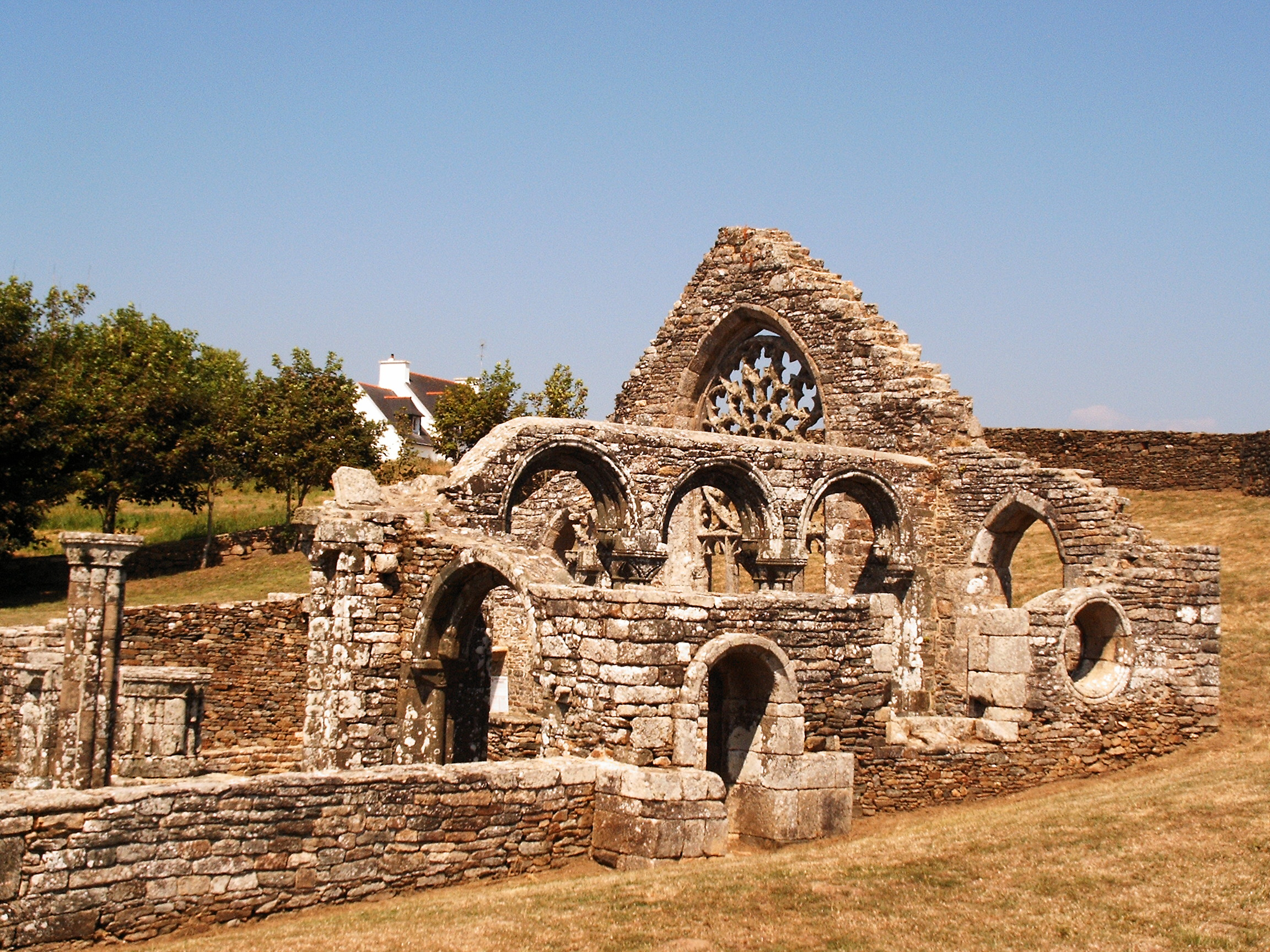
Ruïnes de la capella de Languidou
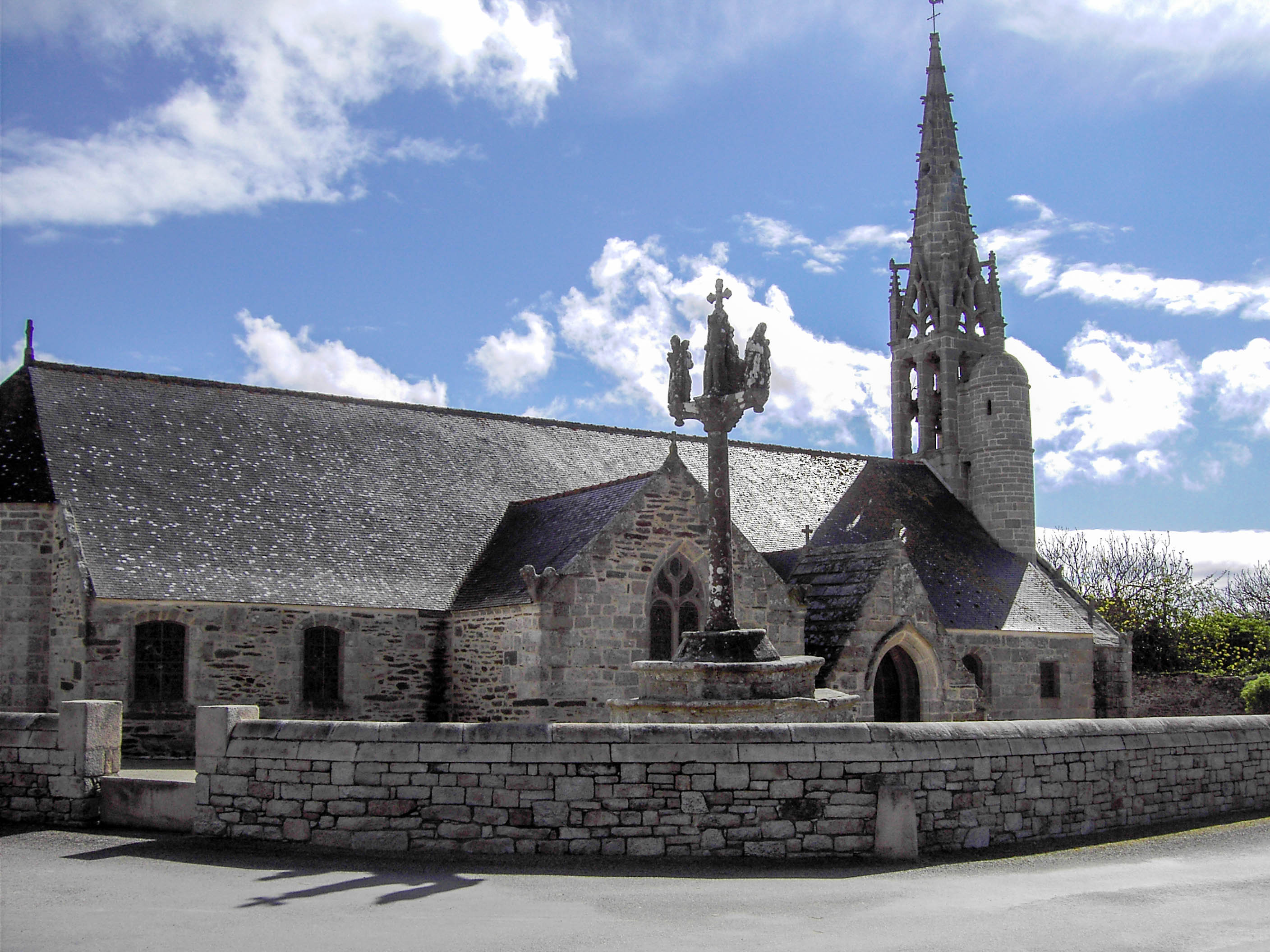
Església de Plovan